# カレドニア造山運動

スカンジナビアからカレドニア山地を経てアパラチア山地にいたる山脈。かつてはカレドニア造山運動の結果として発生したとされたが、現在はプレートの運動（ローレンシア大陸とバルティカ大陸の衝突）により成因が説明されている

カレドニア造山運動（カレドニアぞうざんうんどう、英語：Caledonian orogeny）とは、広義の意味では古生代前期に全世界的に生じたとされた造山運動。プレートテクトニクス登場以前には山脈形成の原因として広く信じられていたが、現在では廃れた。

## 模式地
スカンジナビア半島からスコットランドにかけて分布するカレドニア山地、および北アメリカ大陸のアパラチア山脈が模式地。狭義の意味では、これらの地域の造山運動として表現することもある。長年の侵食により、平坦に近い丘陵地帯や低い山地となっている場合が多い。